# Liste der Kulturdenkmäler in Hockweiler
In der Liste der Kulturdenkmäler in Hockweiler sind alle Kulturdenkmäler der rheinland-pfälzischen Ortsgemeinde Hockweiler aufgeführt. Grundlage ist die Denkmalliste des Landes Rheinland-Pfalz (Stand: 8. Februar 2023).

## Einzeldenkmäler
| Bezeichnung                                       | Lage                  | Baujahr | Beschreibung                     | Bild            |
| ------------------------------------------------- | --------------------- | ------- | -------------------------------- | --------------- |
| Katholische Filialkirche St. Maria Himmelskönigin | Brunnenstraße Lage    | 1887    | kleiner Saalbau, bezeichnet 1887 | Fotos hochladen |
| Hofanlage                                         | Brunnenstraße 22 Lage | 1836    | Streckhof, bezeichnet 1836       | Fotos hochladen |